# Ephrata Cloister
Ephrata Cloister var et kommunitetet, der blev grundlagt af Conrad Beissel i 1732. Beissel var medlem af de radikalpietistisk-døberiske Schwarzenau Brethren, der var emigreret fra Tyskland til Pennsylvania i 1720erne. Under ledelse af Beissel separerede sig 1728 en gruppe ved navn Siebentägner-Tunker (engelsk Seventh Day Dunkers, dansk Syvende-dags-tunkere). Navnet forklares ved at de fejrede lørdagen som helligdag (sabbat). I 1732 grundlagde gruppen ved bredden af Cocalico-bækken i Pennsylvania et selvstændigt klostersamfund. Klosterets navn stammer fra Bibelen, hvor Jerusalem også blev omtalt som Ephrata. Klosterorden blev også betegnet som De ensommes orden.
På højdepunktet i midten af 1700-tallet levede der omtrent 80 kvinder og mænd. Dertil kom omtrent 200 familier, der levende i omegnen. Kommunitetets indbyggere bar en enkel, hvid hættekappe og levede for største del cølibatært og vegetarisk. En stor rolle spillede kormusikken. Beissel komponerede flere sange. Af betydning var også kommunitetets trykkeri, hvor der blev trykt flere sangbøger, bibler og det mennonitiske martyrspejl (Märtyerspiegel).
Efter Beissels død i 1768 opgav mange indbyggere den monastiske livsstil. I 1814 tilsluttede den resterende menighed som sig som German Seventh Day Baptists syvende-dags-baptisterne. I dag er hele komplekset et statsejet museum .

## Billeder
- Guds ager (Gottesacker eller God's Acres) med gravsten på tysk
- Opholdsstue
- En af bygningerne
- Bedehusets indre